# Електронна карта и информационна система
Електронна карта и информационна система (ECDIS) е географска информационна система, използвана за морска навигация, която е в съответствие с разпоредбите на Международната морска организация (IMO) като алтернатива на хартиените морски карти. 
Система ECDIS показва информацията от електронни навигационни карти (ENC) или цифрови навигационни карти (DNC) и интегрира информация за позицията от позиция, заглавие и скорост чрез съответни водни системи и по избор други навигационни сензори. Други сензори, които биха могли да взаимодействат с ECDIS, са радари, Navtex, автоматични системи за идентификация (AIS) и дълбочинни звукови сигнали.
През последните години се появиха опасения от страна на индустрията по отношение на сигурността на системата, особено по отношение на кибер атаките и GPS фишинг атаки.

## Приложение
ECDIS предоставя информация за непрекъсната позиция и навигационна безопасност. Системата генерира звукови и / или визуални аларми, когато корабът е в близост до навигационните опасности.